# Mariamne
Mariamne, utgiven 1967, är Pär Lagerkvists sista roman. Romanen utspelar sig i Jerusalem med omnejd på kung Herodes den stores tid. Mariamne I var hans hustru som han lät avrätta år 29 f.Kr.